# Конаре (Старозагорская область)
Конаре (болг. Конаре) — село в Болгарии. Находится в Старозагорской области, входит в общину Гурково. Население составляет 445 человек.

## Политическая ситуация
В местном кметстве Конаре, в состав которого входит Конаре, должность кмета (старосты) исполняет Стефан Василев Азманов (Политическое движение социал-демократов (ПДСД)) по результатам выборов правления кметства.
Кмет (мэр) общины Гурково — Стоян Бонев Николов (Болгарская социалистическая партия (БСП)) по результатам выборов в правление общины.